# Hofbaumeister

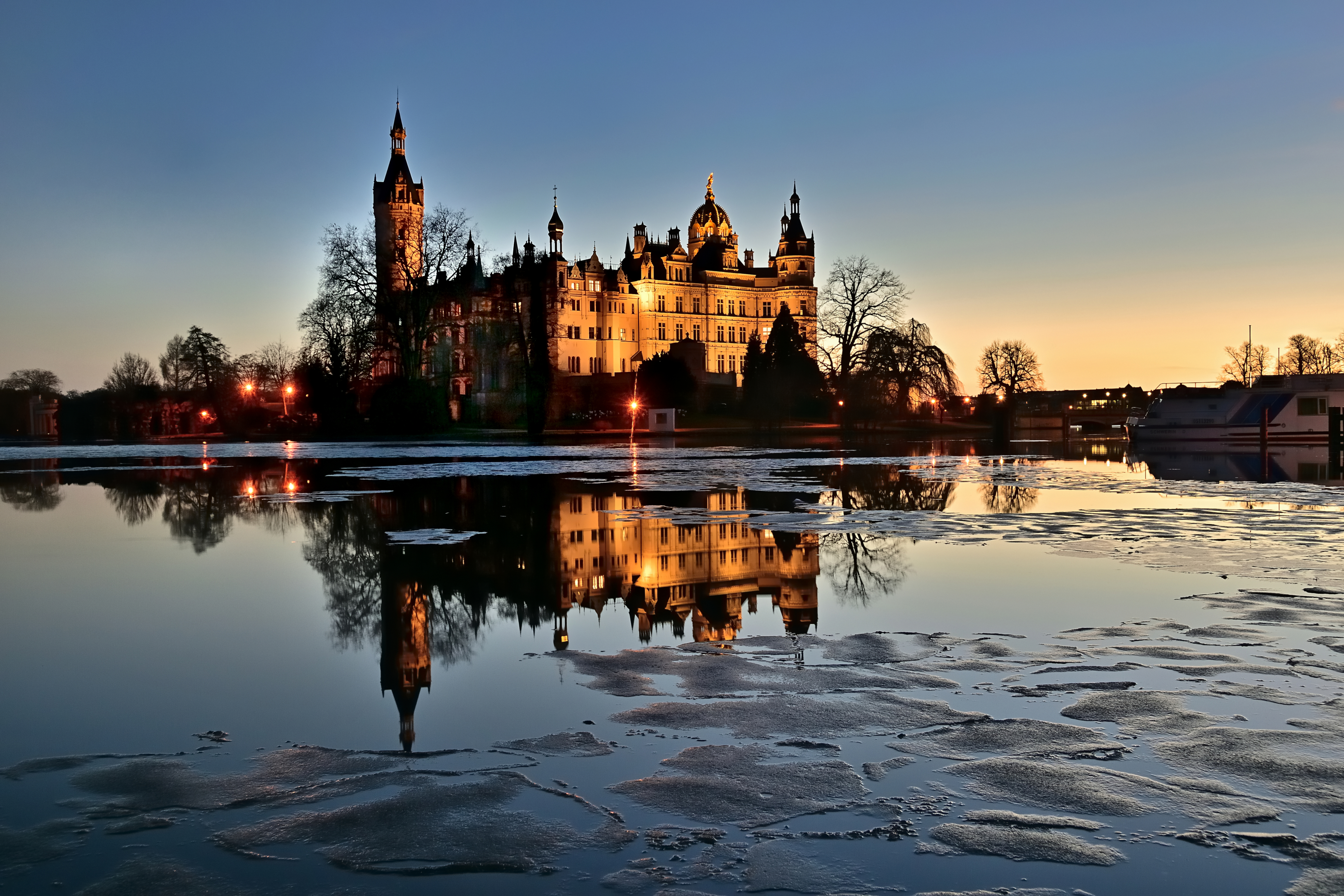
Schloss Schwerin (Mecklenburg)

Ein Hofbaumeister war ein an den Sitz eines regierenden Fürsten oder Herrschers (Hof) berufener, also ein von einem Landesherren mit der Planung und Durchführung öffentlicher Bauvorhaben betrauter Baumeister. Sogenannte Hofbaumeister gab es unter anderem in Sachsen, Preußen, Mecklenburg, Braunschweig, Baden, Hessen-Kassel und im Kurfürstentum Trier. In einigen Fürstentümern, wie zum Beispiel in Mecklenburg-Schwerin, war der Hofbaumeister auch ein Titel für hohe Baubeamte des Hofes.  Weitere Titel für leitende Baumeister waren Landbaumeister,  Landesbaumeister, Hofbaudirektor, Hofbaurat oder Oberhofbaurat. Der Begriff Hofbaumeister verschwand mit dem Ende monarchisch regierender Herrscher.

## Hofbaumeister vom 15. bis 17. Jahrhundert
Der Begriff des Hofbaumeisters wird bereits für verschiedene Baumeister der Renaissance im 15. und 16. Jahrhunderts verwendet. Von 1468 bis 1480 wurde das Residenzschloss Dresden zu einer geschlossenen Vierflügelanlage erweitert. Hofbaumeister Arnold von Westfalen errichtete 1472 für das Dresdener Residenzschloss ein aufwändiges Torhaus.  Ebenfalls in Sachsen wirkte Nikolaus Gromann. Er war Hofbaumeister  des sächsischen Kurfürsten Johann Friedrich I. Ein weiterer wichtiger Vertreter seiner Zunft war Blasius Berwart. 1563 trat er  in Ansbach in die Dienste des Markgrafen Georg Friedrich I. Er arbeitete an einer Erweiterung der Residenz Ansbach und an der Fertigstellung der Plassenburg. Die Baumeister des Güstrower Schlosses, der Niederländer Philip Brandin und  Franziskus Pahr (heute auch Franz Parr) wurden durch Herzog Ulrich zu Mecklenburg offiziell zu Hofbaumeistern (Pahr 1558, Brandin 1583) ernannt.
Ein Vertreter des 17. Jahrhunderts war der Graubündner Baumeister Jakob Engel (auch: Jacomo Angelini) (1632–1714). Zusammen mit Gabriel de Gabrieli prägte er wesentlich das barocke Bild der Stadt Eichstätt. Seit 1688 war er Hochfürstlicher Bau- und Maurermeister des Eichstätter Fürstbischofs.
Johann Arnold Nering (1659–1695) war ein kurfürstlich brandenburgischer Baumeister. Für den jungen Kurfürsten Friedrich III. (ab 1701 König Friedrich I.) trat Nering unmittelbar nach dessen Regierungsantritt 1688 in die Baukommission zur Anlage der neuen Friedrichstadt. 1691 wurde er zum kurfürstlich-brandenburgischen Oberbaudirektor ernannt und bestimmte die wesentlichen Bauten im vorköniglichen Berlin und Brandenburg. Er verantwortete den Umbau und die Erweiterung von Schloss Oranienburg (1690–1694) und den Bau der Langen Brücke (heutigen Rathausbrücke, 1692–1695).
In Wien wirkte Johann Bernhard Fischer (1656–1723). Für das Kaiserhaus entwarf er 1688 einen visionären Idealplan für Schönbrunn, dem jedoch später ein völlig neues Konzept folgte. 1698 begann er mit dem Bau des ersten Bauabschnitts des Stadtpalais von Prinz Eugen in Wien. Später konnte er sich beim Wettbewerb um den Bau der Karlskirche durchsetzen. 1705 wurde er in Wien zum Oberinspektor sämtlicher Hof- und Lustgebäude ernannt.
|  |  |  |  |  |
|  |  |  |  |  |

## Hofbaumeister des 18. Jahrhunderts

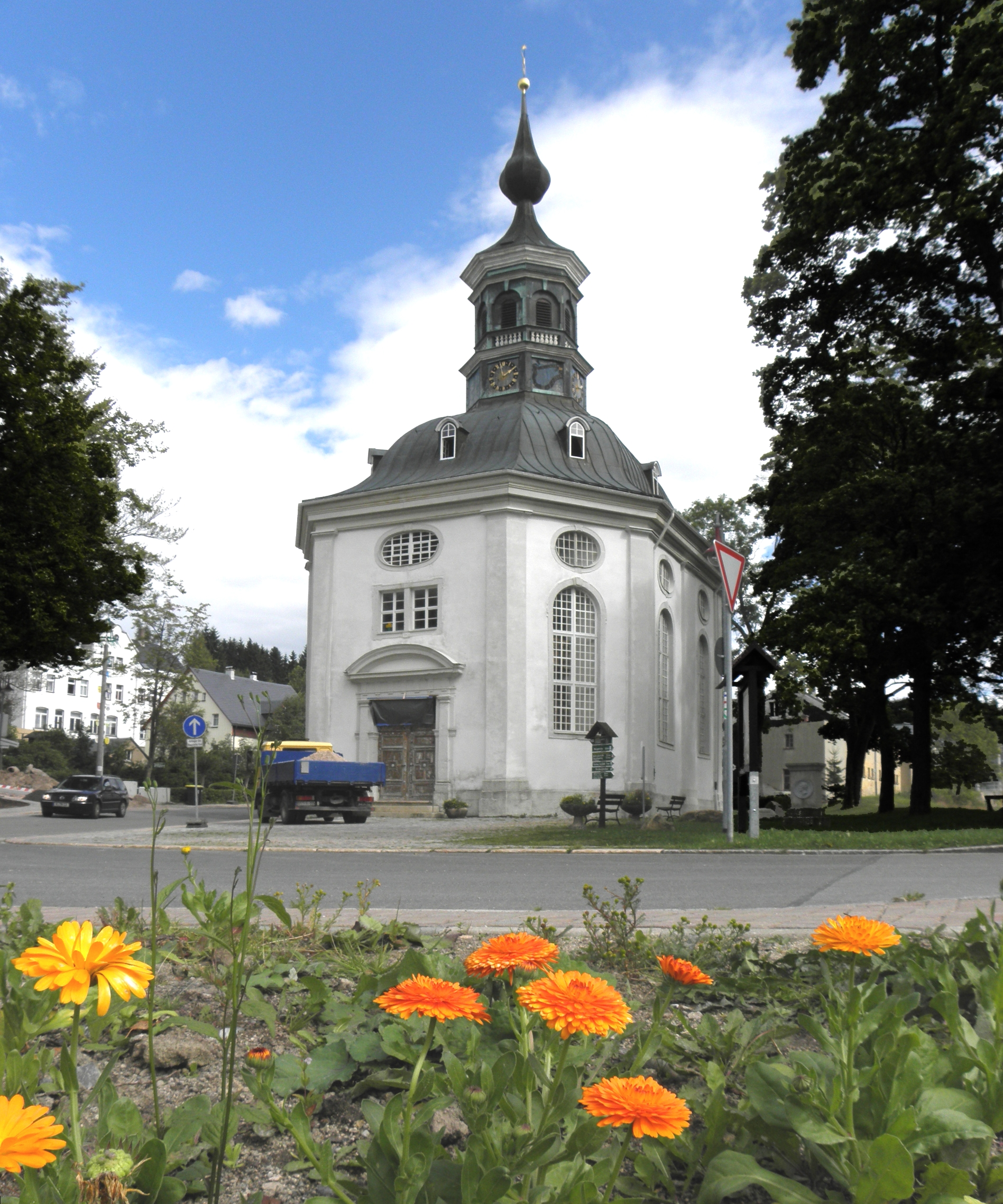
Dreifaltigkeitskirche Carlsfeld (Sachsen) W.C.v Klengel

### Sachsen
Bis in die erste Hälfte des 18. Jahrhunderts zeichneten sich Bauverwaltungen an den deutschen Höfen noch durch ein Konglomerat von unterschiedlichsten Struktursystemen aus. Diese waren durch die Neuordnung bzw. Neueinrichtung von Bauämtern im Rahmen der Hof- und Staatsverwaltungen nach dem Dreißigjährigen Krieg eingeführt worden.  Vorbild für innovative Organisationsformen waren die Strukturen, die in Frankreich zu finden waren. Das königliche Baudepartement in Paris, das bereits im 16. Jahrhundert straff organisiert war, wurde von einem »Surintendant des Bâtiments« geleitet, dem 1706 insgesamt 145 Personen unterstanden. Nach französischem Vorbild entstand das Bauamt des Kurfürstentums Sachsen, das schon in den 1670er Jahren unter Wolf Caspar von Klengel aufgebaut worden war und im Jahr 1718 ein neues Reglement erhielt. Am Dresdner Bauamt waren im Jahr 1728 insgesamt 59 Personen tätig. Hierzu gehörten Architekten, Bausekretäre, Landbaumeister, Hofbauschreiber, Kopisten, Kondukteure, Hofgärtner, Hofkünstler und Hofhandwerker.

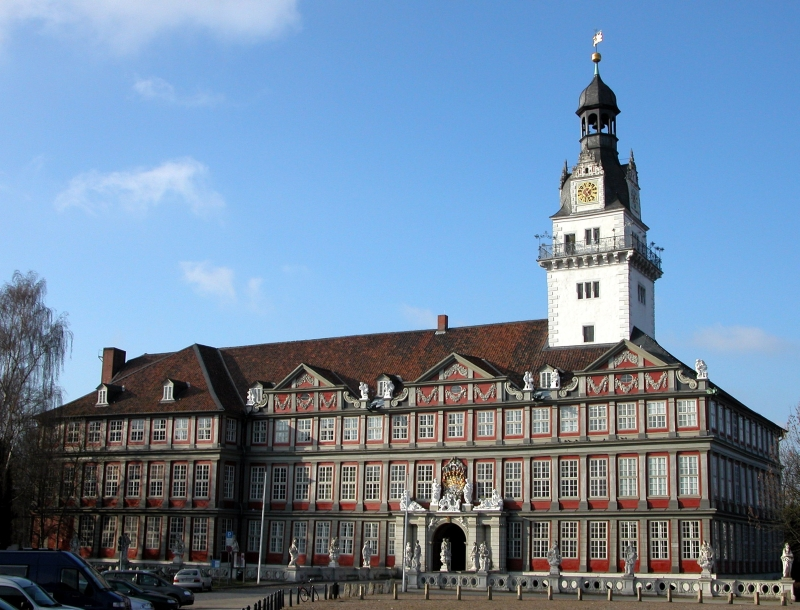
Schloss Wolfenbüttel

### Braunschweig-Wolfenbüttel
Ähnlich früh wie in Sachsen hatte man sich auch im Fürstentum Braunschweig-Wolfenbüttel im Zusammenhang mit dem Bau des Schlosses Salzdahlum ab 1688 ein gut funktionierendes Bauamt als Bestandteil der Hofverwaltung eingerichtet. Die Leitung des gesamten zivilen Bauwesens lag beim Landbaumeister, dem ein Bauvogt und ein Bauschreiber unterstellt waren. Die verwaltungstechnische Oberhoheit hatte hier ab den 1720er Jahren der Kammerbaudirektor. In den Städten Braunschweig und Wolfenbüttel sowie den vier Distrikten gab es jeweils eigene Bauschreiber.  Das braunschweigische Hof-, Land- und Stadtbauwesen war unter Leitung des Landbaumeisters Hermann Korb von 1704 bis zu dessen Tod im Jahr 1735 in einer Hand vereinigt und wurde von diesem straff geführt. Unter Korb erhielt das Schloss Wolfenbüttel von 1714 bis 1716 eine neue Fassade aus Fachwerk.

### Mecklenburg-Schwerin
Ludwigslust war von 1763 bis 1837 Hauptresidenz der (Groß-)Herzöge von Mecklenburg-Schwerin. Die großflächige Anlage mit dem Schlossgebäude als Mittelpunkt und der Hofkirche als architektonischem Gegengewicht geht auf Entwürfe von Hofbaumeister Johann Friedrich Künnecke  zurück. Um 1731 trat Künnecke in regen Briefkontakt mit dem mecklenburgischen Herzog Christian Ludwig II., für den er von 1731 bis 1735 das Jagdschloss in Klenow, den Vorgängerbau des späteren Ludwigsluster Schlosses, errichtete und den dazugehörigen, in seiner Grundstruktur noch erhaltenen Garten anlegte. Sein Hauptwerk jedoch war das von 1726 bis 1732 errichtete, landläufig als Schloss Bothmer bezeichnete Herrenhaus Bothmer im nordwestlichen Mecklenburg, das zu den größten Barockanlagen im norddeutschen Raum zählt.
Die Anlage des Schlosses Ludwigslust wurde später durch Hofbaumeister Johann Joachim Busch vollendet. 1765 begann Busch mit dem Bau der Hofkirche (heute Stadtkirche) und setzte den Ausbau zur Residenz mit dem barocken Schloss fort, an dem von 1772 bis 1776 gebaut wurde. Um das Schloss herum entstanden am heutigen Schlossplatz, am Kirchplatz sowie in der Schlossstraße Häuser für das Personal. Das Barockschloss mit dem riesigen Schlossgarten, den eleganten Kaskaden und den von Johann Joachim Busch entworfenen Stadthäusern ergeben ein einzigartiges geschlossenes Ensemble.
|  |  |  |  |  |

### Hofbaumeisterhäuser in Bartenstein (Hohenlohe)
Die Hohenloher Residenz Bartenstein war nicht natürlich gewachsen, sondern eine barocke Stadtanlage, die auf dem Reißbrett geplant und in der Zeit von 1720 bis 1770 errichtet wurde. Die Gebäude wurden zur Unterbringung der Untertanen errichtet, die für den Umbau des Schlosses, die Verwaltung von Grafschaft und Oberamt und die Versorgung des Hofstaates erforderlich waren. Die spätere Erhebung in den Reichsfürstenstand führte zur Vergrößerung des Hofstaates auf etwa einhundert Bedienstete. Der berühmte fürstbischöflich-fuldaische Hofbaumeister Andrea Gallasini beendete in Bartenstein, mit dem Plan für die barocke Gesamtanlage, sein bedeutendes Lebenswerk. Nach seinem Tod 1766 wurden die abschließenden Bauarbeiten, wie der Bau der drei Stadttore, die Fertigstellung des Schlossplatzes und diverse Baumaßnahmen im Hofgarten von seinen Nachfolgern, Hofbaumeister Wölfling und Hofbaumeister Ernst, überwacht und zu Ende gebracht. An den Bartensteiner Haustafeln finden sich Verweise auf die Wohnhäuser der ehemaligen Hofbaumeister. Eines dieser Häuser wird heute als Hofbaumeisterhaus bezeichnet. Auch das Wohnhaus von Hofbaumeister Ernst wird durch Haustafeln explizit ausgewiesen (vgl. Plan unten). Das sogenannte Hofbaumeisterhaus wurde um 1760 nach Plänen von Baudirektor Andrea Gallasini erbaut.  Er lebte hier vermutlich die letzten Jahren seines Lebens. Sein Nachfolger, Hofbaumeister Wölfling, wohnte ab 1768 ebenfalls dort.

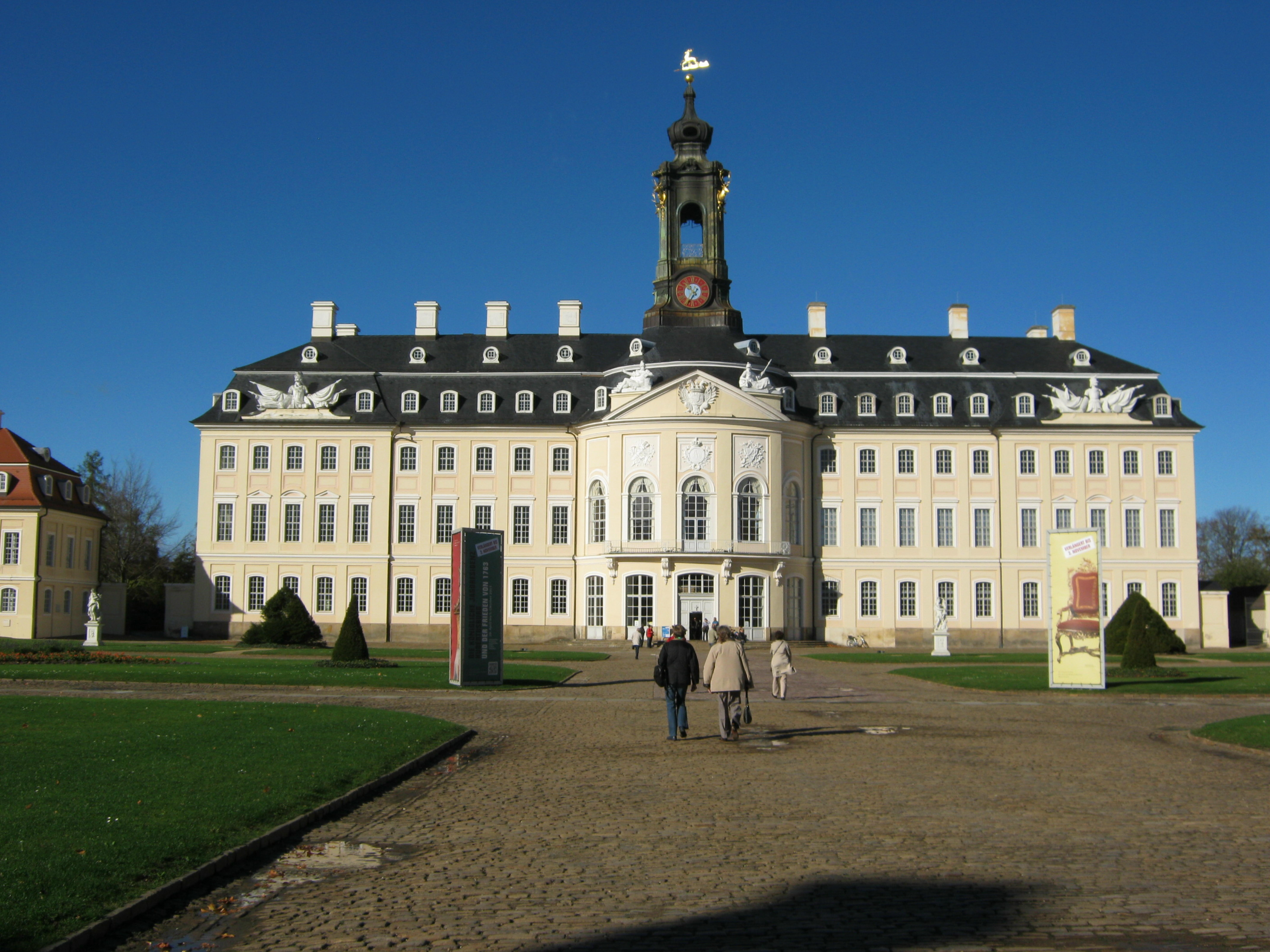
J.C.Knöffel, Schloss Hubertusburg

|  |  |  |  |

### Hofbaumeister des Barock und Rokoko – 18. Jahrhundert
- Andreas Schlüter  (    –1714) – Warschau (Wilanów-Palast), preußischer Schloßbaudirektor und Oberbaudirektor (Berliner Zeughaus, Berliner Stadtschloss)

- Donato Giuseppe Frisoni (1683–1735) –  Hofbaumeister in Ludwigsburg (Residenzschloss Ludwigsburg, Pläne für die Residenzstadt Ludwigsburg)[5]
- Julius Löwe (1690 -um 1752) –  Hofbaumeister Mecklenburg-Strelitz  (Ausbau der Residenzstadt Neustrelitz)
- Simon Louis du Ry   (1726–1799) – Hessen-Kasseler Oberhofbaumeister
- Balthasar Neumann (1687–1753) – Baumeister und Oberbaudirektor in  Würzburg (Würzburger Residenz)
- Matthäus Daniel Pöppelmann (1662–1736) – Sächsischer Baumeister (Dresdener Zwinger, Japanisches Palais, Schloss Pillnitz, Dresdner Augustusbrücke)
- Johann Christoph Knöffel (1686–1752) – Sächsischer Oberlandbaumeister (Schloss Wackerbarth, Brühlsche Galerie, Hubertusburg)
- Georg Wenzeslaus von Knobelsdorff (1699–1753)  – Baumeister Friedrich II.(Preußen)  (Schlösser Rheinsberg, Monbijou, Charlottenburg und Potsdam, der Bau des Opernhauses Unter den Linden und des Schlosses Sanssouci sowie die Planung des Forum Fridericianum und des Großen Tiergartens in Berlin), Hauptvertreter des Friderizianischen Rokoko
- Johannes Seiz (1717–1779) – Hofbaumeister im Kurfürstentum Trier

|  |  |  |  |
|  |  |  |  |

## Hofbaumeister des 19. Jahrhunderts
Noch um 1800 war Berlin eine eher beschauliche Residenzstadt mit etwa 150.000 Einwohnern. 1900 lebten in der Hauptstadt des deutschen Kaiserreiches bereits fast zwei Millionen Menschen. Die Fläche der Stadt hatte sich verfünffacht. Die Zeit war geprägt von einer Verschiebung der Macht der feudalen Fürsten und Landesherren hin zum aufstrebenden Bürgertum. Der wichtigste Produktionszweig war nicht mehr die Landwirtschaft, sondern die Industrie.
Die Zeit zwischen 1770 und 1840 war die Zeit der klassizistischen Architektur. Der Klassizismus löste den Barock bzw. das Rokoko ab.  Seine Architektur basiert auf dem Formenkanon des griechischen Tempelbaus, lehnt sich teilweise aber auch an die italienische Frührenaissance an. Zu den wichtigsten deutschen Vertretern des Klassizismus gehören Karl Friedrich Schinkel und Leo von Klenze. In Berlin, in München oder in Karlsruhe finden sich hervorragende Beispiele klassizistischen Städtebaus.

### Karl Friedrich Schinkel – Klassizismus in Berlin und Potsdam
Preußens berühmtester Baumeister war Karl Friedrich Schinkel (1781–1841). Er war der klassizistische Stararchitekt des Königreichs Preußen und wurde 1815 zum Geheimen Oberbaurat ernannt. Damit war er auf dem Höhepunkt seiner Baumeisterkarriere und konnte sich damit hauptsächlich seiner eigentlichen Profession, der Architektur, widmen. In dieser Position war Schinkel der Architekt des Königs  und nicht nur dafür verantwortlich, Berlin in eine repräsentative Hauptstadt für Preußen umzugestalten, sondern auch für Projekte in den preußischen Territorien vom Rheinland im Westen bis Königsberg im Osten.
Seine berühmtesten Gebäude findet man in Berlin und Potsdam. Zu den Höhepunkten seines Schaffens zählt das Schauspielhaus (1819–1821) auf dem Gendarmenmarkt, das ein 1817 vom Feuer zerstörtes älteres Theater ersetzte. Auch die Friedrichwerdersche Kirche, die Schlossbrücke in Berlin-Mitte oder die Luisenkirche in Charlottenburg und das Nationaldenkmal für die Befreiungskriege in Kreuzberg tragen seine Handschrift. Zu seinen wichtigsten Gebäuden gehört zweifelsohne das Alte Museum. Es war das erste öffentliche Museum Berlins und vollendete städtebaulich den Lustgarten gegenüber dem königlichen Schloss. Dem Bau lag ein Entwurf zugrunde, den er gemeinsam mit seinem Freund, dem Oberbaurat und späteren Direktor der Bauakademie Johann Carl Ludwig Schmid, entwickelt hatte. In Potsdam ist mit dem Schloss Charlottenhof ein Schinkelscher Repräsentationsbau inklusive Inneneinrichtung zu besichtigen. Bereits 1800–1801 entwarf und führte er sein wahrscheinlich erstes Bauwerk aus: den Pomonatempel neben dem  Belvedere auf dem Pfingstberg in Potsdam. Weitere Bauten Schinkels in Potsdam sind eine Kaserne in der Jägerallee, Wohnhäuser in der Yorckstr. 3 und 4 und die Schinkelhalle in der Schiffbauergasse.
|  |  |  |  |  |

### Leo von Klenze – Klassizismus in München
Mit Monumentalplätzen, Prachtbauten und der Anlage der Ludwigstraße prägte Leo von Klenze (1784–1864) den architektonischen Charakter Münchens. Die von ihm geschaffene Glyptothek und die Alte Pinakothek zählen zu den herausragenden Werken des 19. Jahrhunderts in Europa. Er gilt neben Karl Friedrich Schinkel als bedeutendster Baumeister des Klassizismus.
Im Jahr 1830 initiierte Klenze die Gründung der Obersten Baubehörde und legte so den Grundstein für die Bayerische Staatsbauverwaltung. König  Ludwig I. ernannte ihn zu ihrem ersten Leiter. Der Obersten Baubehörde war das gesamte staatliche Bauwesen in Bayern untergeordnet. Für den König verwirklichte Leo von Klenze dessen Traum von einem neuen München, einer Residenzstadt, die geschichtliche Größe ausstrahlen sollte. Es entstanden monumentale Plätze wie der Königs-, der Odeons- und der Max-Joseph-Platz. Mit den zahlreichen Prachtbauten und der Anlage der Ludwigstraße gab Klenze dem Stadtbild Münchens eine Prägung, die bis heute den architektonischen Charakter der Stadt bestimmt. Mit der Glyptothek und der Alten Pinakothek schuf er zwei Maßstab setzende Museumsbauten, die Vorbild für zahlreiche Nachfolger waren.
|  |  |  |  |

### Historismus
Das selbstbewusste Bürgertum griff im Laufe des 19. Jahrhunderts beim Bauen auch auf andere Architekturstile der Vergangenheit zurück. Von der Romanik bis hin zum Barock wurden die historischen Bauformen nachgeahmt. Es entstand der Historismus, der insbesondere im späteren 19. und frühen 20. Jahrhundert ein weit verbreitetes Phänomen war. Aber auch viele Fürsten dieser Zeit bedienten sich für ihre Repräsentativbauten historisierender Architekturformen. Ein besonderes Beispiel für den romantischen Historismus  ist das Residenzensemble der Stadt Schwerin.

### Weitere bedeutende Hofbaumeister des 19. Jahrhunderts
- Heinrich Gentz (1766–1811) – Oberhofbaurat und erster Direktor der Berliner Schlossbaukommission
- Gottfried Semper (1803–1879) -Sempergalerie, Neues Hoftheater (Semperoper), Schweriner Schloss  (gemeinsam mit Friedrich August Stüler, Georg Adolf Demmler)
- Georg Adolf Demmler (1804–1886) – In Schwerin: Schweriner Schloss  (gemeinsam mit Friedrich August Stüler, Gottfried Semper) Rathausfassade im Tudorstil,  Marstall, Klassizistische Berliner Torhäuser und Güstrower Torhäuser, Arsenal am Pfaffenteich
- Hermann Willebrand  (1816–1899) –  Augustenstift zu Schwerin,  Hauptgebäude der Universität in Rostock, Siegessäule am Alten Garten in Schwerin, Schloss Klein Trebbow, Bethlehem-Stift und Johanniter-Hospital in Ludwigslust
- Karl Gotthard Langhans (1732–1808) – preußischer Oberhofbaurat
- Carl Theodor Ottmer (1800–1843) – Hofbaumeister in Braunschweig
- Heinrich Carl Slevogt (1787–1832) – Oldenburger Hofbaumeister[3]